# NHIndustries
NHIndustries (NHI) je firma vyrábějící vrtulníky, založená v roce 1992 jako joint venture francouzsko-německé společnosti Eurocopter (nyní Airbus Helicopters), italské Agusty (později AgustaWestland, nyní Leonardo Helicopters) a nizozemské Stork Fokker Aerospace (nyní Fokker Aerostructures). NHI byla založena specificky jako primární kontraktor určený pro vývoj, výrobu a technickou a logistickou podporu víceúčelových vrtulníků řady NHIndustries NH90 pro Helicopter Management Agency NATO.

## NHIndustries NH90

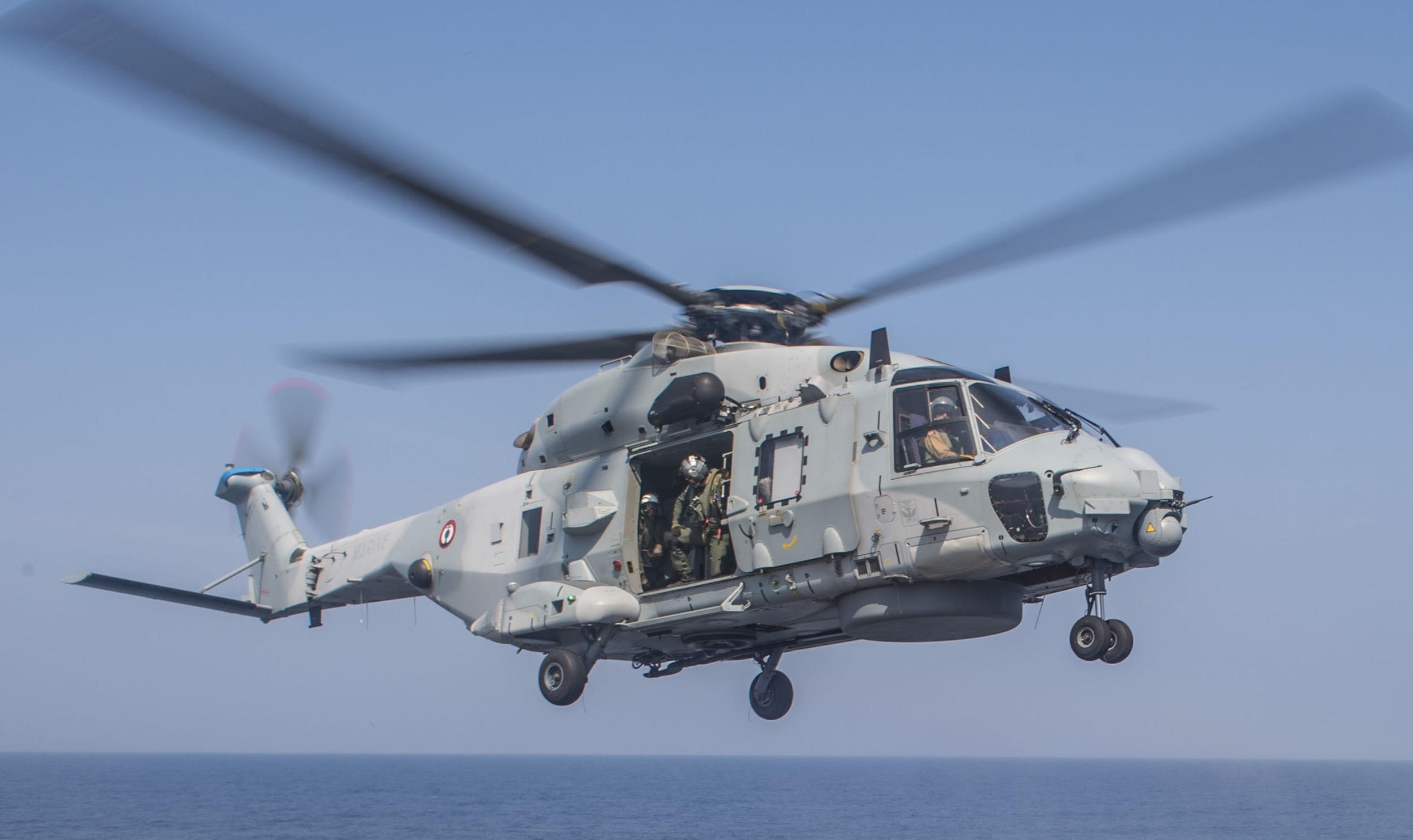
NH90 francouzské Aéronavale přistává na palubě amerického křižníku USS Antietam.

NHIndustries NH90 je dvoumotorový víceúčelový vojenský vrtulník střední kategorie, který byl vyvinut na základě požadavků NATO na vrtulník schopný uplatnění nad pozemním bojištěm i v námořním nasazení. Jeho první let se uskutečnil v prosinci 1995 a do služby typ vstoupil v roce 2007. K lednu 2017 typ nalétal 127 000 letových hodin v ozbrojených silách celkem 13 států.